# 神奈川県道13号横浜生田線

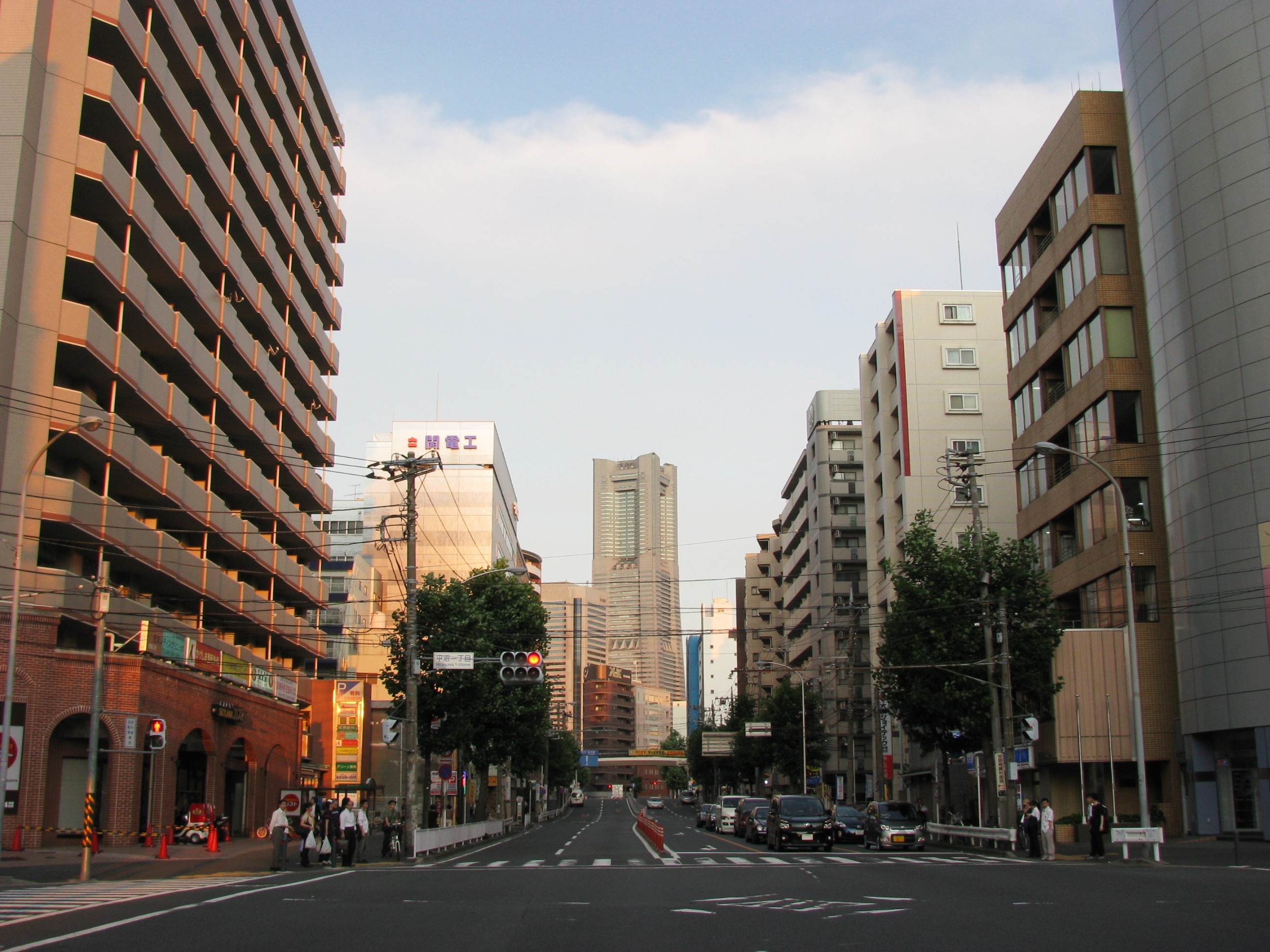
神奈川県道13号横浜生田線
横浜市西区平沼付近（2011年6月21日）

神奈川県道13号横浜生田線（かながわけんどう13ごう よこはまいくたせん）は、神奈川県横浜市西区から川崎市多摩区に至る、神奈川県道であり主要地方道に指定されている。

## 概要
- 起点:神奈川県横浜市西区高島（高島町交差点）
- 終点:神奈川県川崎市多摩区枡形（枡形一丁目交差点）
- Google マップ

## 路線状況
| 江戸時代（1860年頃）の新田間橋付近と、現代の新田間橋付近（2019年4月撮影） |  | 江戸時代（1860年頃）の新田間橋付近と、現代の新田間橋付近（2019年4月撮影） |
| 江戸時代（1860年頃）の新田間橋付近と、現代の新田間橋付近（2019年4月撮影） |  |                                                                           |

路線の管理は、横浜市と川崎市がそれぞれの市内にある区間で行なっている。

### 通称・都市計画道路
- 新横浜通り（横浜市西区・高島町交差点 - 横浜市神奈川区・片倉町入口交差点）
- 横浜市都市計画道路山下長津田線（横浜市西区・高島町交差点 - 横浜市神奈川区・三枚町交差点）
- 環状2号（横浜市神奈川区・三枚町交差点 - 横浜市港北区・岸根交差点）
- 横浜上麻生道路（横浜市港北区・岸根交差点 - 横浜市港北区・新羽踏切交差点）
- 横浜市都市計画道路新横浜元石川線（多目的遊水池交差点 - 新横浜公園交差点）
- 横浜市都市計画道路日吉元石川線（横浜市青葉区あざみ野・東急田園都市線高架下（名称なし）交差点 - 横浜市青葉区・美しが丘西1丁目入口交差点）
- 浄水場通り（川崎市宮前区清水台交差点 - 川崎市多摩区根岸陸橋交差点）

### 重複区間
- 環状2号線（横浜市神奈川区・三枚町交差点 - 横浜市港北区・岸根交差点）
- 神奈川県道12号横浜上麻生線（横浜市港北区・岸根交差点 - 横浜市港北区・新羽踏切交差点）

### 橋梁
- 平沼橋（帷子川 / JR東海道本線・横須賀線 / 相鉄本線）
- 新田間橋（新田間川）
- 亀の甲橋（鶴見川）
- 勝田橋（早渕川）
- 渕上橋（早渕川）

（この間、青葉区あざみ野・美しが丘間では早渕川が道路中央を流れる。）
- 蔵敷橋（平瀬川）

## 地理

### 通過する自治体
- 神奈川県

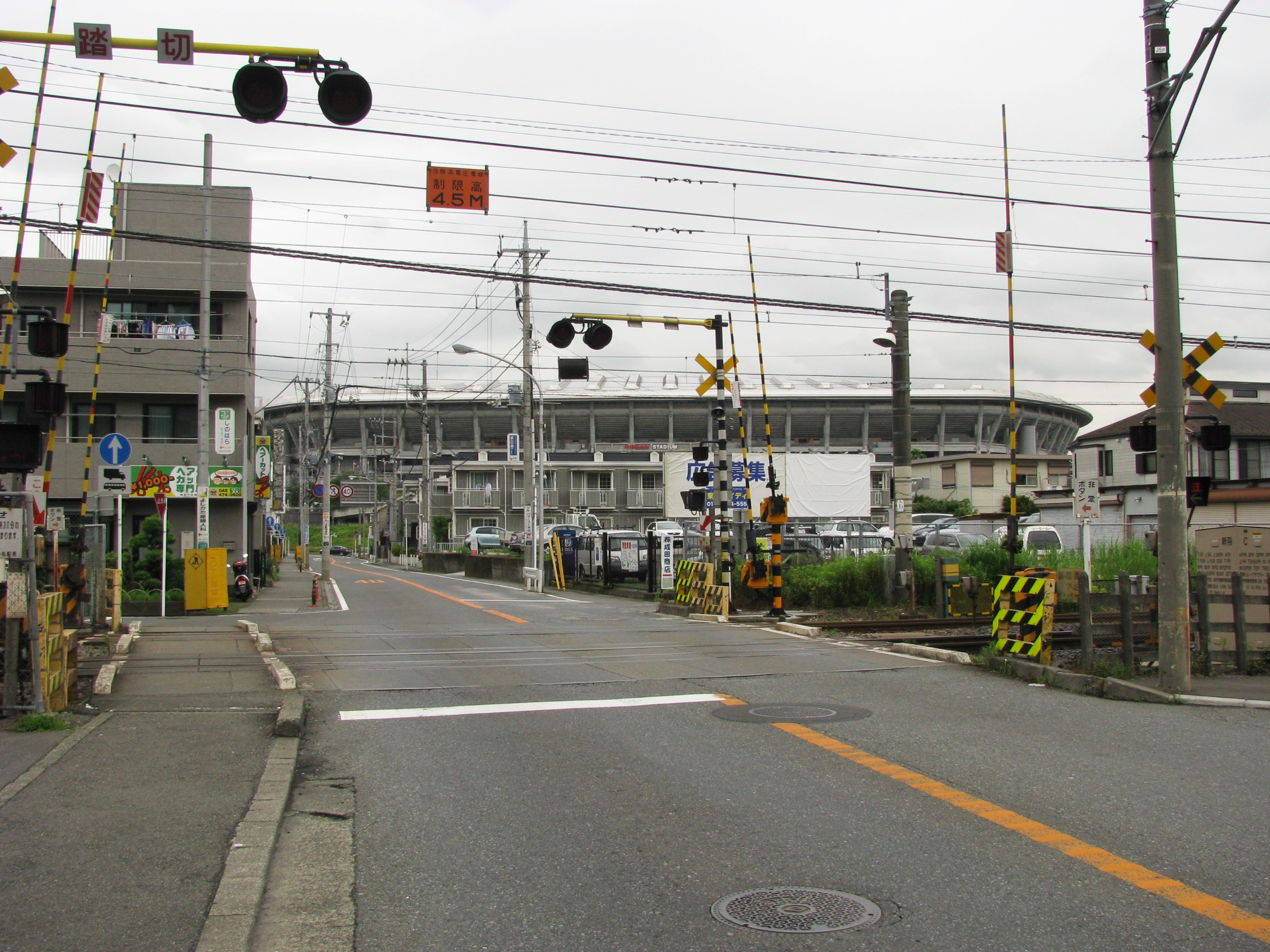
横浜市港北区鳥山町・小机町の新羽踏切（横浜線）

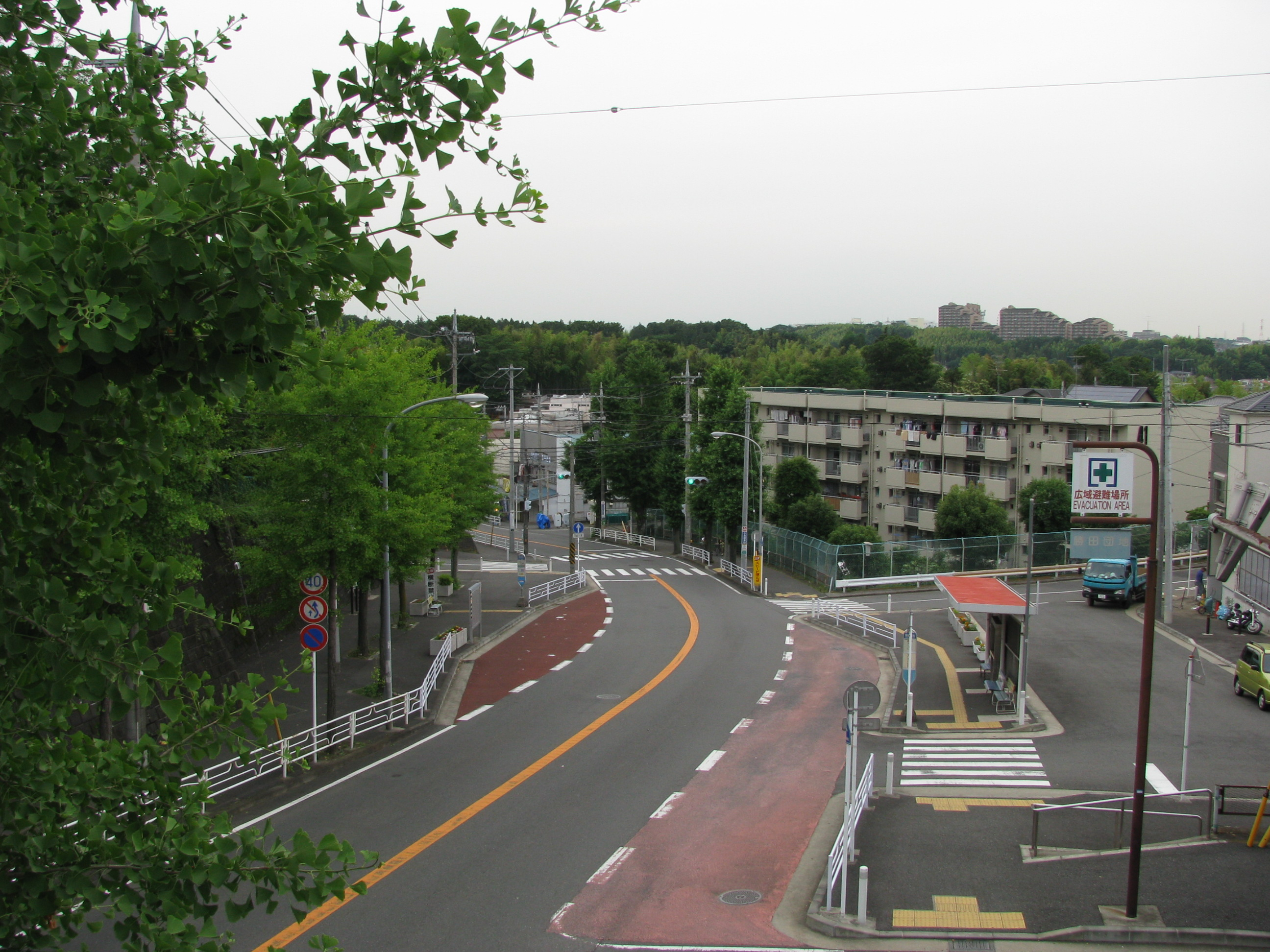
横浜市都筑区勝田町付近

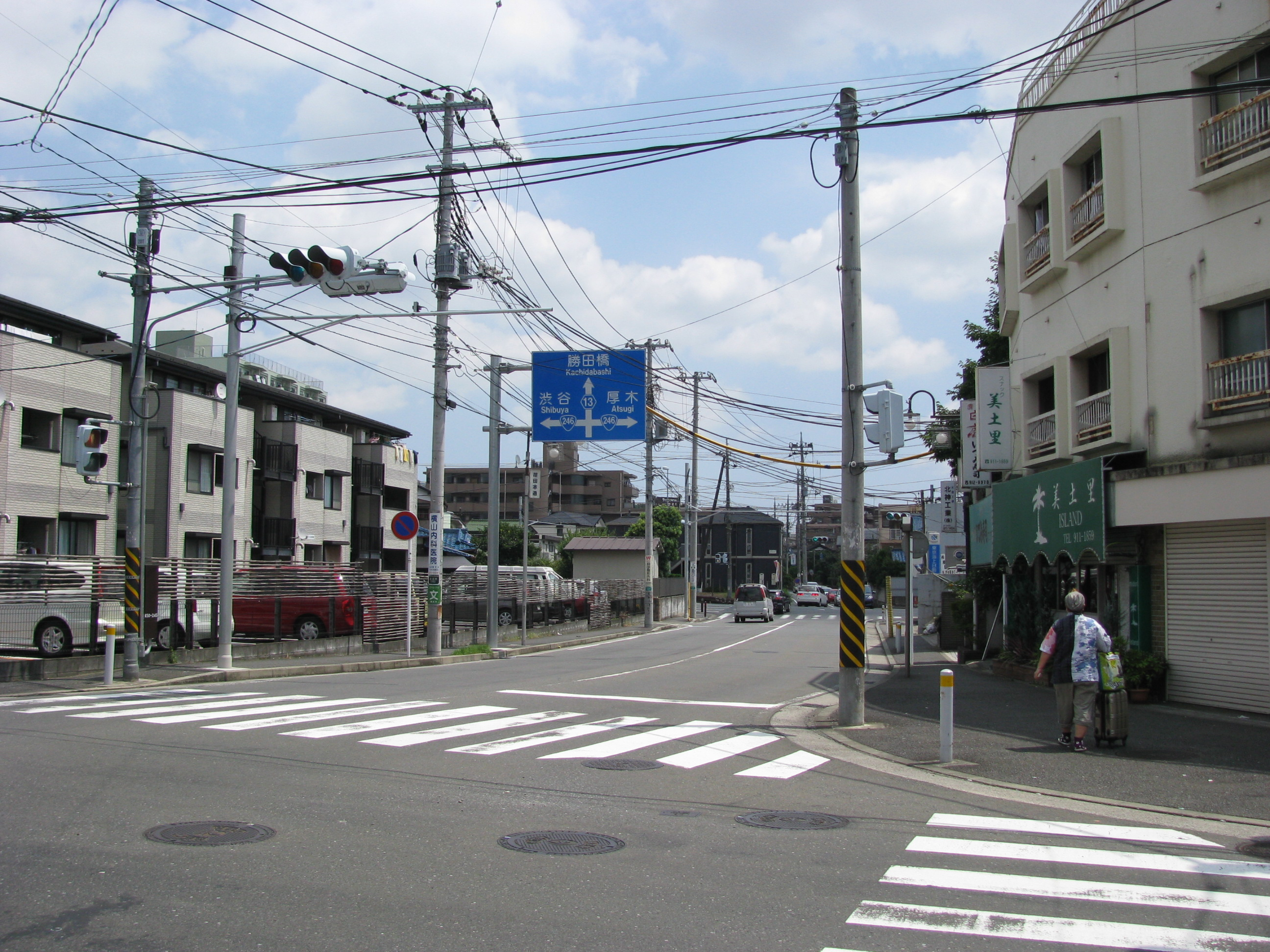
横浜市青葉区荏田町の旧大山街道荏田宿付近。後方は国道246号。

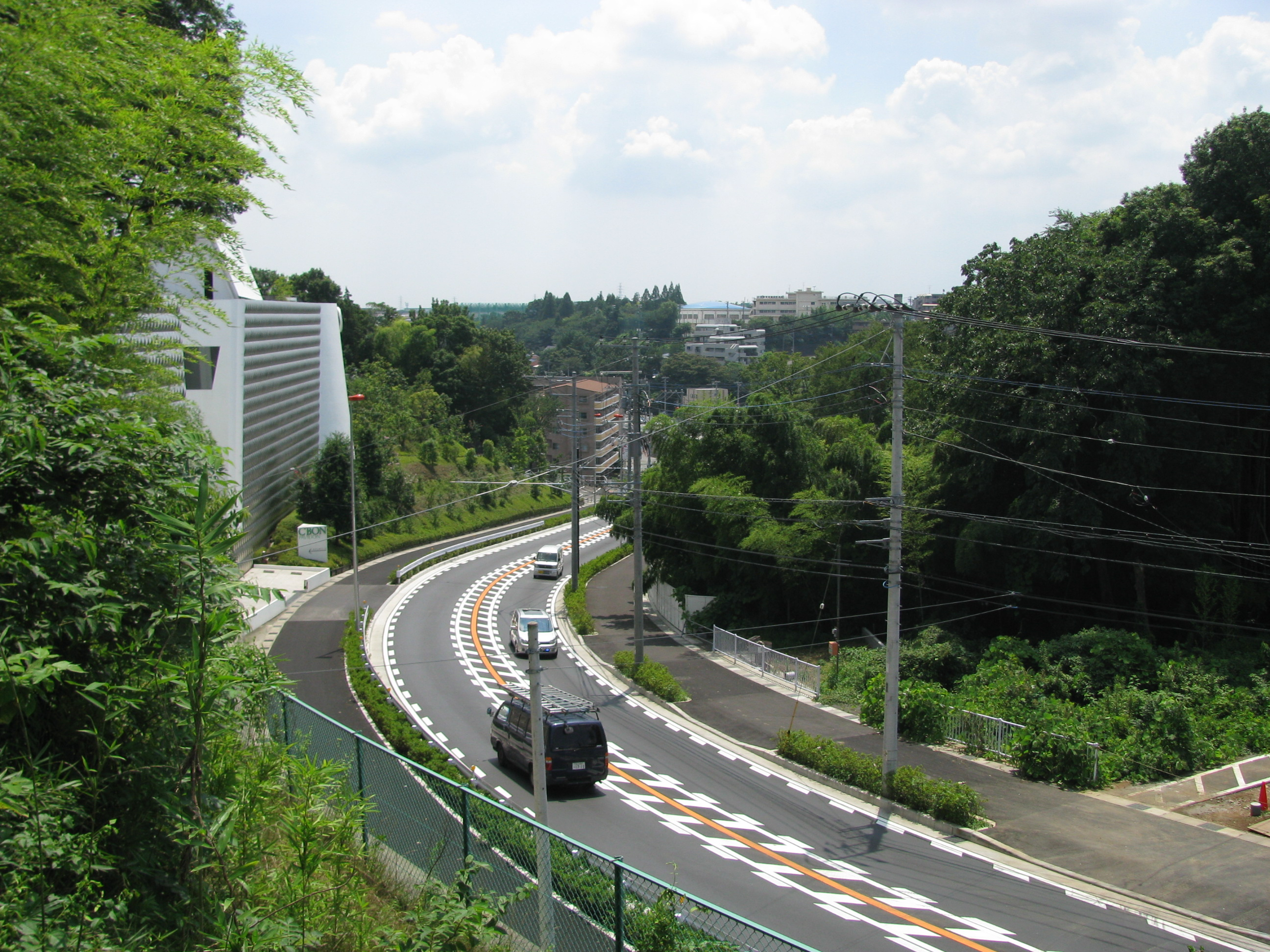
川崎市宮前区菅生付近（浄水場通り）

  - 横浜市（西区 - 神奈川区 - 港北区 - 都筑区 - 青葉区）
  - 川崎市（宮前区 - 多摩区）

### 交差する道路
- 国道1号・国道16号 / 東海道（横浜市西区・高島町交差点）
- 横浜市主要地方道83号青木浅間線 / 環状1号（横浜市西区・浅間下交差点）
- 首都高速神奈川2号三ツ沢線（横浜市西区・三ツ沢公園前交差点 / 三ツ沢出口）
- 国道466号 / 第三京浜道路（横浜市神奈川区・第三京浜入口交差点 / 保土ヶ谷インターチェンジ）
- 首都高速神奈川2号三ツ沢線（横浜市神奈川区・第三京浜入口交差点 / 三ツ沢入口）
- 国道1号 / 横浜新道（横浜市神奈川区・三ツ沢上町交差点）
- 横浜市主要地方道85号鶴見駅三ツ沢線 / 新横浜通り（横浜市神奈川区・片倉町入口交差点）
- 国道466号 / 第三京浜道路（横浜市神奈川区・羽沢インターチェンジ出口）
- 環状2号線・横浜市道山下長津田線（横浜市神奈川区・三枚町交差点）
- 新横浜通り（横浜市港北区・烏山東交差点）
- 神奈川県道12号横浜上麻生線・環状2号線（横浜市港北区・岸根交差点）
- 神奈川県道12号横浜上麻生線（横浜市港北区・新羽踏切交差点）
- 横浜市道新横浜元石川線（横浜市港北区・新横浜公園交差点）
- 首都高速神奈川7号横浜北線（新横浜出入口・亀の甲橋交差点）
- 神奈川県道140号川崎町田線（横浜市港北区・新羽十字路交差点）
- 国道466号 / 第三京浜道路（横浜市港北区・接続なし）
- 神奈川県道45号丸子中山茅ヶ崎線 / 中原街道（横浜市都筑区）
- 国道246号（横浜市青葉区・荏田交差点）
- 東名高速道路（横浜市青葉区・接続なし）
- 尻手黒川道路（川崎市宮前区・清水台交差点）
- 神奈川県道3号世田谷町田線（川崎市多摩区・根岸陸橋交差点）
- 神奈川県道9号川崎府中線（川崎市多摩区・枡形一丁目交差点）